# Lộc Đỉnh ký (phim 1992)
Lộc Đỉnh ký (tiếng Trung: 鹿鼎記, tựa tiếng Anh: Royal Tramp) là một bộ phim điện ảnh võ hiệp hài cổ trang Hồng Kông năm 1992 do Vương Tinh đạo diễn, dựa trên tiểu thuyết cùng tên của nhà văn Kim Dung. Nam diễn viên Châu Tinh Trì là người thủ vai nhân vật chính Vi Tiểu Bảo. Đây là một trong những phim ăn khách nhất ở Hồng Kông vào năm 1992 và cũng được xem là một bộ phim tiêu biểu cho phong cách hài của Châu Tinh Trì. Phần tiếp theo của bộ phim là Lộc Đỉnh ký 2 cũng được công chiếu trong năm 1992.

## Nội dung
Tại một kỹ viện, có anh chàng tên Vi Tiểu Bảo tính tình mưu mô xảo quyệt nhưng không làm hại đến ai. Sau một lần giúp đỡ tổng đà chủ Trần Cận Nam thoát khỏi quân lính triều đình nhà Thanh, Tiểu Bảo được gia nhập vào Thiên Địa hội - tổ chức bí mật có ý định phản Thanh phục Minh. Cận Nam giao cho Tiểu Bảo nhiệm vụ làm nội gián trong triều đình. Tiểu Bảo làm thái giám nhưng may mắn là không bị thiến, và được công công Hải Đại Phú chiêu mộ. Ông ta muốn nhờ Tiểu Bảo lấy trộm cuốn Tứ thập nhị chương kinh trong phòng Thái hậu. Tiểu Bảo không lấy được cuốn kinh mà còn vô tình gặp công chúa Kiến Ninh và hoàng đế Khang Hi, nhưng không nhận ra họ vì công chúa giả trai và hoàng đế mặc đồ thường. Hoàng đế thách thức Tiểu Bảo đấu võ với mình. Tiểu Bảo về kể lại cho Hải công công nghe, Hải công công sau đó dạy võ cho Tiểu Bảo, trong đó có môn võ "chụp ngực" hài hước. Cũng nhờ môn võ kỳ quặc này mà Tiểu Bảo đánh thắng hoàng đế, rồi giật mình khi phát hiện ra mình đã đánh hoàng thượng.
Công chúa Kiến Ninh đem lòng yêu Tiểu Bảo, khi cô biết anh chưa bị thiến, cô đã ngủ với anh. Sau cuộc giao chiến với Thái hậu, Hải công công bị tẩu hỏa nhập ma và trở nên điên dại. Lúc này Hoàng đế cho rằng Ngao Bái - tên quan có võ công cao cường và những khả năng đặc biệt - đang khinh thường mình nên có ý định giết hắn. Hoàng đế, Tiểu Bảo, Hải công công và Đa Long lên kế hoạch giết Ngao Bái, nhưng thất bại thảm hại. Ngao Bái nổi giận muốn làm loạn, tuy nhiên hắn bị Thái hậu và các cung nữ bắt giữ. Hoàng đế nghĩ rằng Tiểu Bảo đã cứu mạng Thái hậu nên ban cho anh một chức quan. Tiểu Bảo ra lệnh tịch thu hết tài sản của Ngao Bái, kể cả những người vợ của hắn. Anh vô tình trở thành gián điệp hai mang, một mặt muốn ủng hộ Thiên Địa hội, mặt khác muốn làm bạn với hoàng đế nhà Thanh.
Cận Nam sau đó cử một cặp chị em song sinh giả trai vào triều đình để hỗ trợ Tiểu Bảo ám sát hoàng đế. Cặp song sinh này và công chúa Kiến Ninh bất ngờ phát hiện ra Thái hậu thật đang bị nhốt bên trong bức tường, còn Thái hậu bên ngoài chính là Long Nhi - thánh nữ Thần Long giáo giả mạo. Long Nhi bắt Tiểu Bảo khai ra bí mật của cuốn kinh và xô anh xuống căn phòng giam giữ Ngao Bái. Đúng lúc đó Ngao Bái được các đệ tử giải thoát, chúng còn bắt Tiểu Bảo theo làm con tin. Tiểu Bảo, Hải công công và Cận Nam cùng nhau chiến đấu với Ngao Bái. Sau một trận đánh ác liệt, Ngao Bái bị giết chết, Hải công công cũng chết theo. Tiểu Bảo vạch trần việc Long Nhi giả mạo Thái hậu trước mặt hoàng đế và quân lính triều đình. Long Nhi chạy thoát và nói rằng sau này sẽ quay trở lại trả thù Tiểu Bảo.

## Phân vai
- Châu Tinh Trì vai Vi Tiểu Bảo
- Trương Mẫn vai Thái hậu / Long Nhi
- Khâu Thục Trinh vai công chúa Kiến Ninh
- Ôn Triệu Luân vai hoàng đế Khang Hi
- Ngô Mạnh Đạt vai công công Hải Đại Phú
- Từ Cẩm Giang vai Ngao Bái
- Lưu Tùng Nhân vai Trần Cận Nam, thủ lĩnh Thiên Địa hội
- Trần Bách Tường vai Đa Long
- Ngô Quân Như vai Vi Xuân Hoa, chị gái Vi Tiểu Bảo
- Trần Đức Dung - Viên Khiết Doanh vai Song nhi